# Albizia glaberrima
Albizia glaberrima är en ärtväxtart som först beskrevs av Julius Heinrich Karl Schumann och Peter Thonning, och fick sitt nu gällande namn av George Bentham. Albizia glaberrima ingår i släktet Albizia och familjen ärtväxter. Utöver nominatformen finns också underarten A. g. glabrescens.